# Casato di La Marck

Stemma del Casato di La Marck

Il Casato di La Marck (Maison de La Marck), nome originario tedesco von der Mar(c)k, fu un'importante famiglia europea, apparsa all'inizio del XIII secolo, con il titolo di Conti di Mark.

## Storia
La storia della famiglia inizia con il conte Adolfo I, rampollo di un ramo cadetto della famiglia renana dei Berg, residenti nel castello di Altena, in Vestfalia. Al principio del XIII secolo Adolfo assunse come propria residenza le proprietà della sua famiglia intorno a Mark, un insediamento nell'attuale Hamm-Uentrop, nei pressi di una fortezza che Adolfo aveva ereditato da suo padre, il conte Federico I di Altena, deceduto nel 1198, insieme all'antica contea intorno ad Altena. Da quel momento i conti iniziarono a farsi chiamare Conti de La Mark.
La famiglia governò la Contea di Mark, originariamente privilegio dell'arcivescovo di Colonia nel ducato di Vestfalia, in seguito stato immediato del Sacro Romano Impero. Al culmine della loro potenza governarono inoltre anche il Ducato di Jülich, il Ducato di Kleve (Cleves), il Ducato di Berg, la Contea di Gheldria e la Contea di Ravensberg. I membri della famiglia furono principi-vescovi di Liegi, Münster e Osnabrück, e arcivescovi a Colonia. Più tardi linee collaterali diventarono Duchi di Bouillon, Principi di Sedan, Duchi di Nevers, Conti di Rethel e così via. Anna di Clèves è una delle figure più celebri della storia che discendono dalla linea principale del casato di La Mark.

## Membri di rilievo
- Adolfo I de La Marck (1288-1344) fu principe-vescovo di Liegi dal 1313 fino al 1344
- Adolfo II de La Marck figlio di Engelberto II de La Marck e di Matilde d'Arenberg.
- Engelberto III de La Marck (1333–1391) fu il figlio del conte Adolfo II di Mark.
- Adolfo III de La Marck (1334–1394) era il figlio del conte Adolfo II. Fu vescovo di Münster e in seguito arcivescovo di Colonia. Nel 1364 lasciò la sua posizione di vescovo di Colonia suo cugino Engelberto III, che diventò conte di Cleves.
- Engelberto III de La Marck (1304–1368) fu principe-vescovo di Liegi dal 1345 fino al 1364. Fu anche arcivescovo di Colonia dal 1364 fino al 1369.
- Guglielmo I de La Marck fu il fratello minore di Erard III de La Marck. Era soprannominato le Sanglier des Ardennes ("il Cinghiale delle Ardenne").
- Erard de La Marck (1472–1538), nipote di Guglielmo I, fu principe-vescovo dal 1506 fino al 1538.
- Roberto II de La Marck, nipote di Guglielmo I, fu duca di Bouillon, signore di Sedan e Fleuranges.
- Robert III de La Marck (1491-1537), figlio di Roberto II, fu maresciallo di Francia nel 1526 e storico.
- Roberto IV de La Marck (1520–1556) fu duca di Bouillon e principe di Sedan, e maresciallo di Francia nel 1547.
- Guglielmo II de La Marck (1542–1578) fu ammiraglio del Gueux de mer, i cosiddetti "Pezzenti del mare" che combatterono nella Guerra degli ottant'anni (1568–1648). Era il bisnipote di Guglielmo I de La Marck.

Nel 1591 l'ereditiera di uno dei rami collaterali della famiglia, Charlotte de La Marck, sposò Henri de La Tour d'Auvergne, maresciallo di Francia. Nel 1594 Charlotte morì senza figli, e i suoi diritti su Bouillon passarono a suo marito.
- Louis Pierre Engelbert de La Marck (1674–1750)[1]
- Louis Engelbert de La Marck (1701–1773)[1] Fu l'ultimo discendente maschio della linea familiare e il suo titolo di conte de La Marck fu trasmesso a suo nipote attraverso sua figlia, Louise-Marguerite, che sposò Carlo Maria Raimondo d'Arenberg.[2]
- Auguste Marie Raymond, Comte de La Marck (1753–1833)

## Genealogia semplificata

### Conti di Mark
1. Adolfo I (m. 1249), prima documentato come comes de Marca nel 1202
  1. Engelberto I (m. 1277)
    1. Eberardo I (m. 1308)
      1. Engelberto II (m. 1328)
        1. Adolfo II (d. 1346), sposò Margherita di Cleves nel 1332
          1. Engelberto III (m. 1391)
          2. Adolfo III (1334-1394), conte di Cleves dal 1368 → vedi sotto
          3. Teodorico (1374-1398), conte di Mark dal 1394

        2. Engelberto (1304-1368), principe-vescovo di Liegi 1345-1364, arcivescovo di Colonia 1364-68
        3. Eberardo I (m. circa nel 1378), conte di Arenberg → vedi sotto

      2. Adolfo (1288-1344), principe-vescovo di Liegi 1313-1344

### Duchi di Cleves—Mark

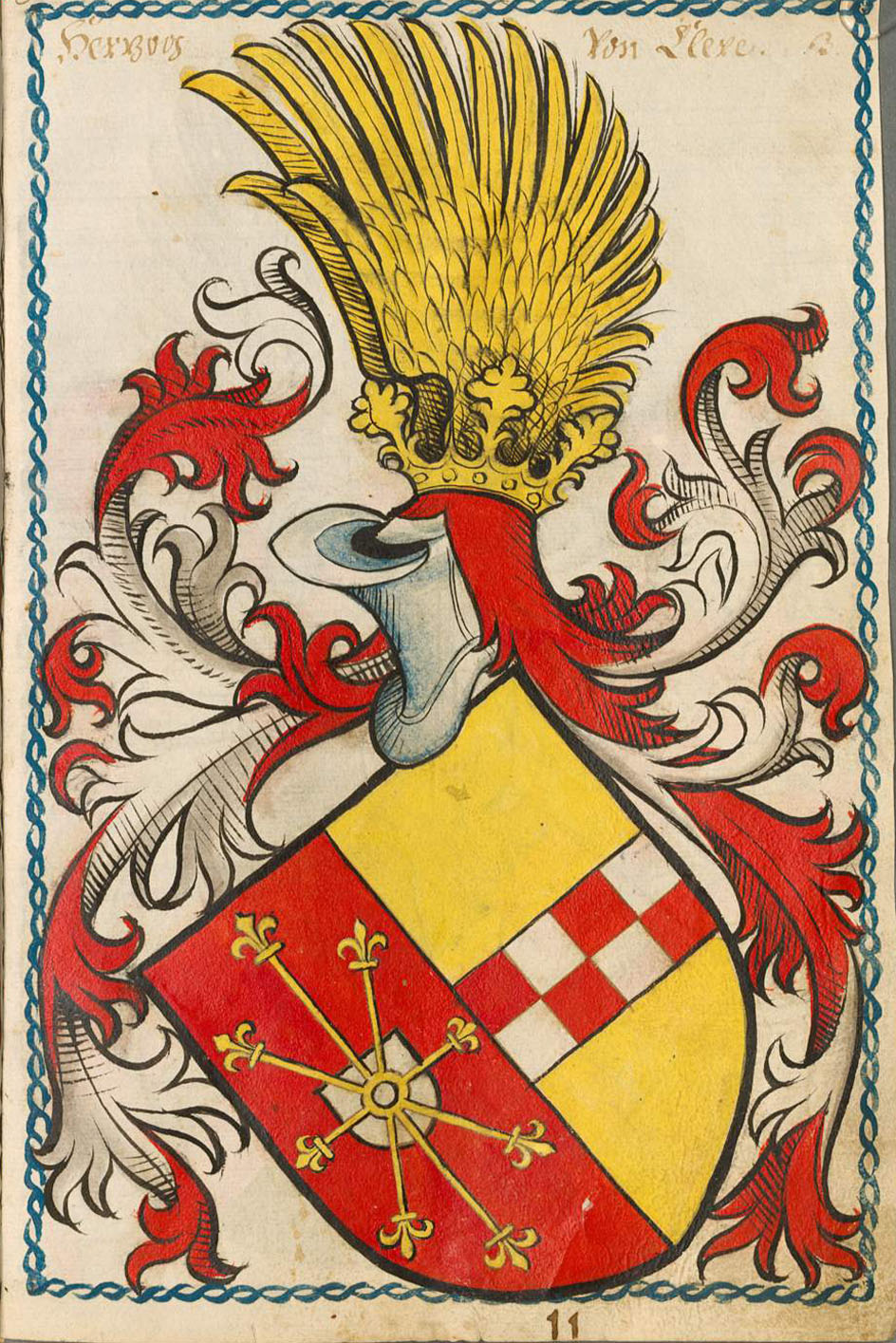
stemma dei Cleves-Mark, XV secolo

1. Adolfo III (1334-1394), secondogenito di Adolfo II e Margherita di Cleves, principe-vescovo di Münster 1357-1363 e arcivescovo di Colonia nel 1363, ereditò la Contea di Cleves in seguito alla morte dello zio materno, il conte Giovanni nel 1368 e diventò conte di Mark in seguito alla morte del fratello maggiore Engelberto III nel 1391
  1. Adolfo I (1373–1448), duca di Cleves dal 1417
    1. Margherita di Cleves duchessa di Baviera-Munich (1416-144)
    2. Giovanni I (1419–1481)
      1. Giovanni II (1458–1521)
        1. Giovanni III (1490–1539), sposò Maria di Jülich-Berg nel 1509, ereditò il Ducato di Jülich, il Ducato di Berg e la Contea di Ravensberg in seguito alla morte del suocero, il duca Guglielmo IV di Jülich-Berg, sovrano degli Ducati uniti di Jülich-Cleves-Berg alla morte del padre nel 1521
          1. Sibilla (1512–1554), sposò l'elettore Giovanni Federico I di Sassonia
          2. Anna (1515–1557), sposò il re Enrico VIII d'Inghilterra
          3. Guglielmo il Ricco (1516–1592), sposò Maria d'Austria, arciduchessa d'Austria e figlia dell'imperatore Ferdinando I, rivendicò il Ducato di Gheldria alla morte del duca Carlo nel 1538
            1. Maria Eleonora (1550–1608), sposò il duca Alberto Federico di Prussia
            2. Giovanni Federico (1555-1575)
            3. Giovanni Guglielmo (1562-1609), estinzione della linea, seguita dalla Guerra per la successione di Jülich

          4. Amalia (1517–1586)

      2. Engilberto, conte di Nevers (1462–1506)

    3. Elisabetta (1420–1488), contessa di Schwarzburg
    4. Agnese (1422–1446), regina di Navarra
    5. Adolfo di Cleves, signore di Ravenstein (1425–1492)
    6. Maria (1426–1487), duchessa d'Orléans

  2. Dietrich II (1374-1398)

### Conti di Marck—Arenberg
1. Eberardo I (m. circa 1378)

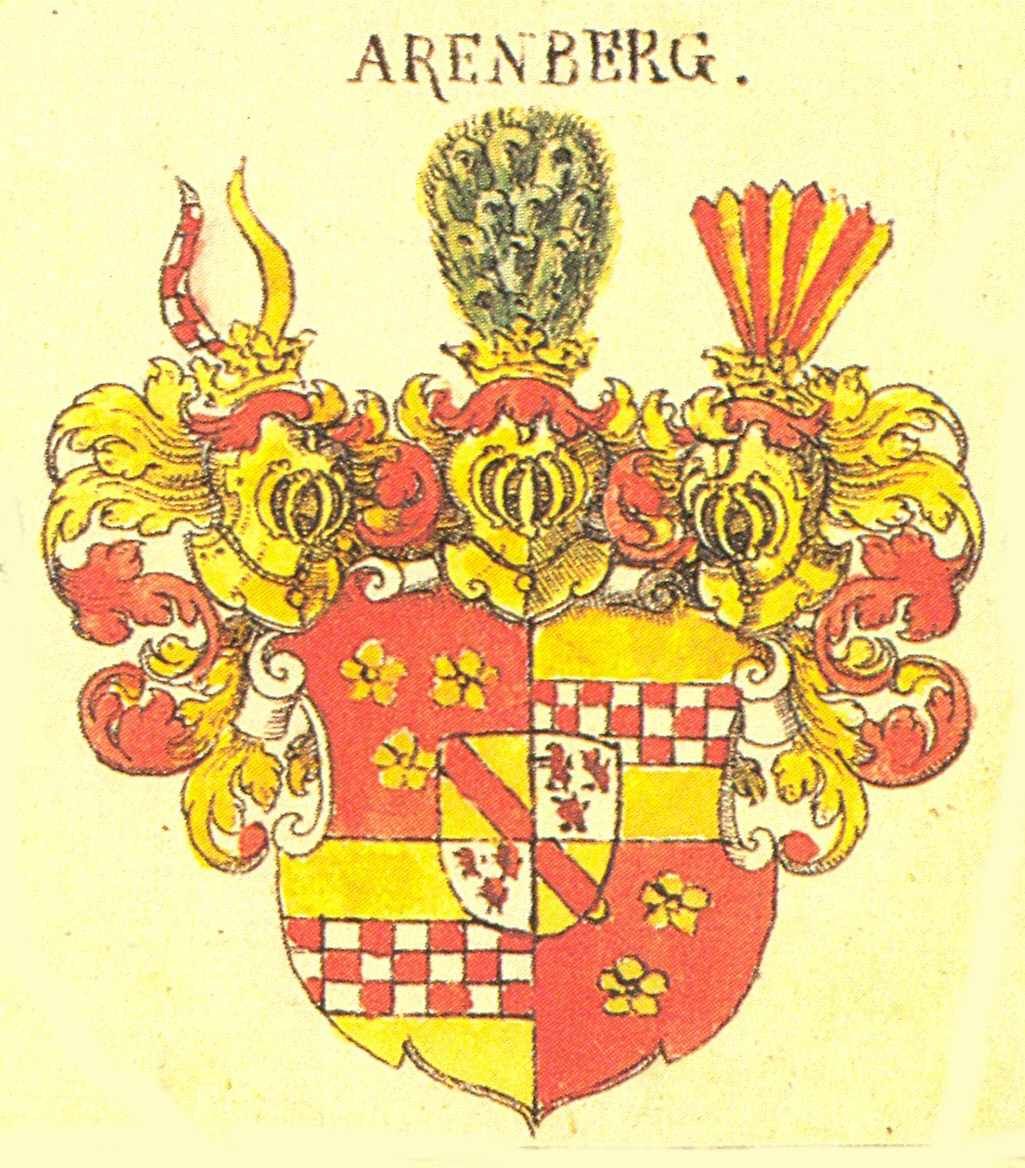
stemma degli Arenberg, Siebmacher, c.1605

  1. Erard II von der Mark, signore di Sedan & Arenberg
    1. Johann II von der Mark, signore di Sedan & Arenberg
      1. Erard III von der Mark (+ 1496), signore di Arenberg
      2. Robert I de la Marck (+ 1487), signore di Sedan, castellano di Bouillon
        1. Robert II de la Marck (1460-1536), signore di Sedan, duca di Bouillon
          1. Robert III de la Marck (1491-1537), signore di Sedan, duca di Bouillon
            1. Robert IV de la Marck (1520–1556), Duca di Bouillon, conte di Braine & Maulevrier, Signore di Sedan.
              1. Henri Robert de la Marck (1539-1574), Duca di Bouillon, Principe sovrano di Sedan,
                1. Guillaume Robert de la Marck (1563-1588), Principe di Sedan, Duca di Bouillon, Marchese di Cotron
                  1. Charlotte de la Marck (1574-1594), Duchessa di Bouillon, Principessa di Sedan, sposò Henri de La Tour D'Auvergne

        2. Erard de la Marck (1472-1538), Principe-vescovo di Liegi 1506-1538

      3. William von der Marck le Sanglier des Ardennes
        1. Johann I von der Marck, Barone di Lummen
          1. Johann II von der Marck, Barone of Lummen (1500-1552)
            1. William II de la Marck, Barone di Lummen, ammiraglio dei Gueux de mer(1542–1578)